# BNS 방가반두

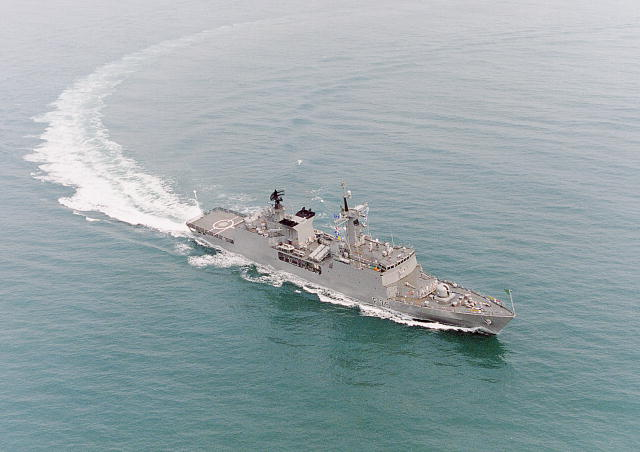
방가반두 호위함

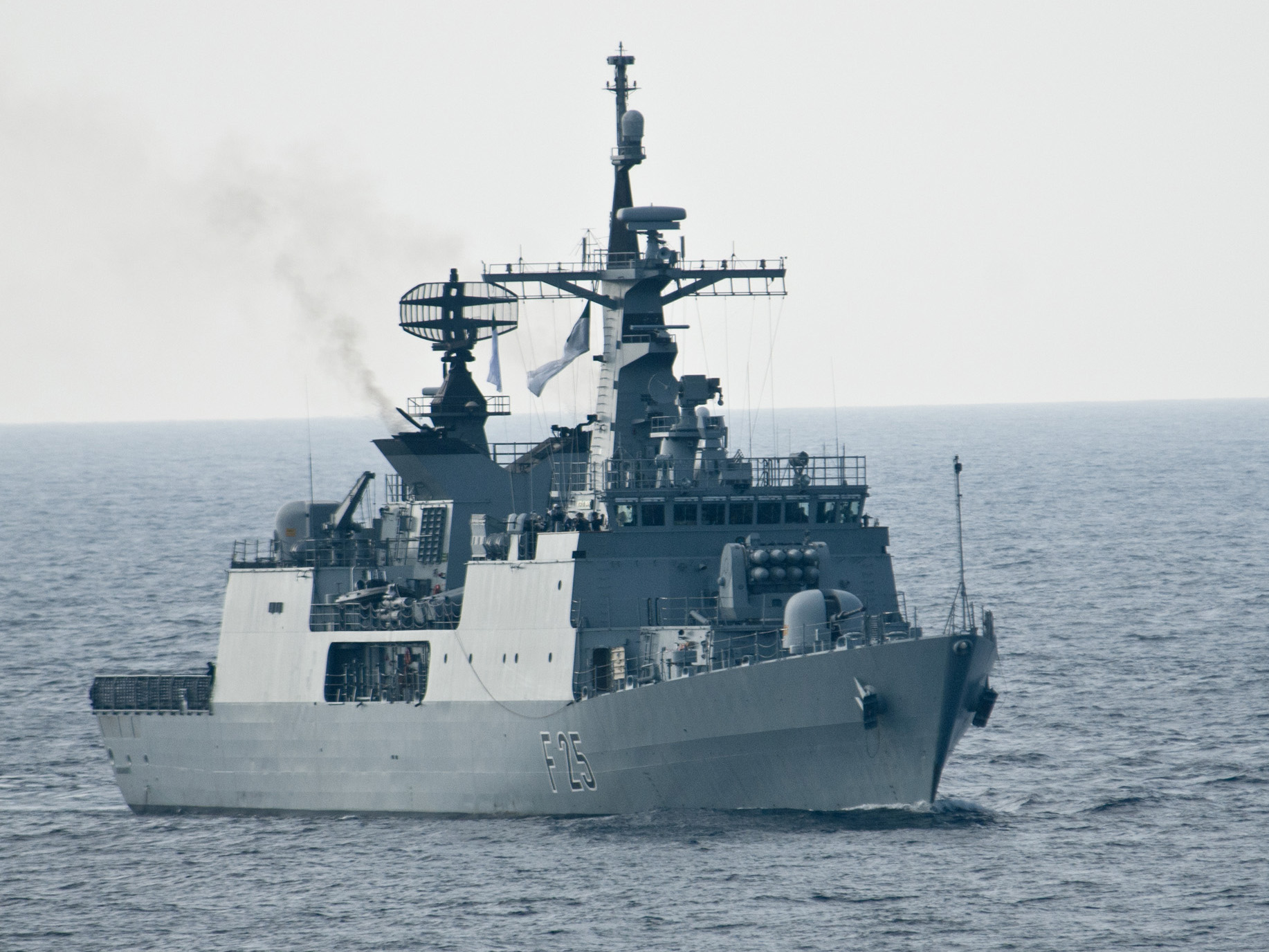
방가반두 호위함

BNS 방가반두(벵골어: বানৌজা বঙ্গবন্ধু, 영어: BNS Bangabandhu)는 방글라데시 해군의 2천톤급 호위함이다. 대한민국의 대우조선해양이 건조하여 대한민국 사상 최초로 해외에 수출한 전투함이다.

## 같이 보기
- 인천급 호위함 - 방가반두는 배수량 2천톤, 헬기탑재, 라파예트급 호위함의 스텔스 디자인 등이 인천함과 유사하다.